# Api Claudi Pulcre (pretor 89 aC)
Api Claudi Pulcre (llatí: Appius Claudius Ap. f. Ap. n. Pulcher) va ser un magistrat romà. Era probablement fill d'Api Claudi Pulcre, un polític que l'any 107 aC va ser comissionat per implementar la llei Sempronia agraria.
Va ser edil curul aproximadament l'any 90 aC i va celebrar els Ludi megalensis. El 89 aC va ser nomenat pretor i tot seguit propretor. L'any 87 aC va ser derrotat per Luci Corneli Cinna. Un tribú el va acusar per declarar-lo inhàbil i com que no es va presentar va ser desposseït del comandament militar i desterrat.
L'any següent el seu nebot Luci Marci Filip, del partit popular, va ometre el seu nom de la llista de senadors. El 82 aC va marxar contra Roma amb Sul·la i va morir en combat prop de la ciutat. Es va casar amb Cecília, i va deixar tres filles i tres fills., però cap propietat.